# Liparis curilensis
Liparis curilensis és una espècie de peix pertanyent a la família dels lipàrids.

## Descripció
- Fa 11 cm de llargària màxima.
- Nombre de vèrtebres: 35 - 39.[6][7]

## Hàbitat
És un peix marí, demersal i de clima temperat que viu entre 0-10 m de fondària.

## Distribució geogràfica
Es troba al Pacífic nord-occidental: illa de Simushir i el Japó.

## Observacions
És inofensiu per als humans.